# Прапор Савранського району
Прапор Савранського району — офіційний символ Савранського району. Затверджений рішенням сесії Савранської районної ради від 12 березня 2009 року № 285-V.
5 серпня 2010 року на засіданні геральдичної колегії при Одеській обласній раді Савранський район отримав свідоцтво про реєстрацію офіційних символів.

## Опис
Прапор — прямокутне полотнище з вертикальним кріпленням. У центрі полотнища на білій смузі розміщений щит герба району. По краях полотнища вертикально розміщені смуги: світло — синя (ліворуч) і жовтого кольорів, що перегукуються з кольорами державного прапора. Співвідношення ширини смуг 4:1:2:1:4.